# Actinophlebia aenea
Actinophlebia aenea là một loài côn trùng trong họ Brongniartiellidae thuộc bộ Neuroptera. Loài này được Handlirsch miêu tả năm 1939.